# Волошка піскова
Волошка піскова, блават пісковий, волошка піщана (Centaurea arenaria) — вид рослин з родини айстрових (Asteraceae), поширений у Європі, Азербайджані, Казахстані. Етимологія: лат. arena — «пісок».

## Опис
Дворічник 40–80 см. Прикореневі й нижні стеблові листки на черешках, двічі перисторозсічені, з вузько-лінійними часточками; верхні листки цільні, вузько-лінійні. Віночок рожевий. Період цвітіння: липень — вересень.

## Поширення
Поширений у Європі, Азербайджані, Казахстані.
В Україні вид зростає у Лісостепу, Степу, Криму.